# 財団法人渡辺音楽文化フォーラムプロデューサー賞渡辺晋賞
一般財団法人渡辺音楽文化フォーラムプロデューサー賞渡辺晋賞（いっぱんざいだんほうじんわたなべおんがくぶんかフォーラムプロデューサーしょうわたなべしんしょう）とは、一般財団法人渡辺音楽文化フォーラムが顕彰している、エンターテイメント業界に優れた業績を挙げたプロデューサーに対して与えられる賞である。通称：「渡辺晋賞」（わたなべしんしょう）。

## 概要
この賞は、渡辺プロダクションの創業者であり、日本のエンターテイメント界のシステム構築に力を注いだ渡辺晋を記念して設けられた。

## 歴代受賞者
| 回 | 表彰年度 | 渡辺晋賞           | 特別賞            |
| -- | -------- | ------------------ | ----------------- |
| 1  | 2006年度 | 亀山千広           | 岩谷時子          |
| 2  | 2007年度 | 鈴木敏夫           | 宮川泰・青島幸男  |
| 3  | 2008年度 | 本多一夫           |                   |
| 4  | 2009年度 | 松浦勝人           |                   |
| 5  | 2010年度 | 秋元康             |                   |
| 6  | 2011年度 | 三枝成彰           |                   |
| 7  | 2012年度 | 大里洋吉           |                   |
| 8  | 2013年度 | 三谷幸喜           |                   |
| 9  | 2014年度 | 松任谷正隆         |                   |
| 10 | 2015年度 | 小山薫堂           |                   |
| 11 | 2016年度 | 北村明子           |                   |
| 12 | 2017年度 | 矢内廣             | 川村元気          |
| 13 | 2018年度 | 村井邦彦           |                   |
| 14 | 2019年度 | 別所哲也           |                   |
| 15 | 2020年度 | 菅野よう子・藤田晋 |                   |
| 16 | 2021年度 | 岩上敦宏           | 服部克久          |
| 17 | 2022年度 | 森岡毅             | すぎやま こういち |
| 18 | 2023年度 | 尾田栄一郎         |                   |
| 19 | 2024年度 | 亀田誠治           |                   |
| 20 | 2025年度 | 宇野康秀           |                   |